# جيبسون إي. أرمسترونغ
جيبسون إي. أرمسترونغ (بالإنجليزية: Gibson E. Armstrong)‏ هو سياسي أمريكي، ولد في 28 أغسطس 1943. حزبياً، نشط في الحزب الجمهوري. وقد انتخب عضو مجلس ولاية بنسيلفانيا وانتخب عضو مجلس نواب بنسيلفانيا.